# بخلو
بخلو (به لهستانی:  Bychlew) یک روستا در لهستان است که در گمینا پابیانگتسه واقع شده‌است. بخلو ۸۲۰ نفر جمعیت دارد.